# فريد بينتلاند
فريد بينتلاند (بالإنجليزية: Fred Pentland)‏ مواليد 29 يوليو 1883 في ولفرهامبتن - الوفاة 16 مارس 1962 في إنجلترا، كان لاعب ومدرب كرة قدم إنجليزي. لعب خلال مسيرته 200 مباراة سجل خلالها 45 هدفاً. درب العديد من الأندية منها ريال أوفييدو وأتلتيك بيلباو وأتلتيكو مدريد وراسينغ سانتاندير ونادي ستراسبورغ ومنتخب فرنسا ومنتخب ألمانيا الأولمبي.

## المسيرة الاحترافية

### أندية لعب لها
- برمنغهام سيتي
- نادي بلاكبول
- بلاكبيرن روفرز
- نادي برينتفورد
- كوينز بارك رينجرز
- نادي ميدلزبره
- ستوك سيتي

## روابط خارجية
- فريد بينتلاند على موقع قاعدة بيانات كرة القدم.إي يو (الإنجليزية)
- فريد بينتلاند على موقع ناشيونال فوتبول تيمز (الإنجليزية)
- فريد بينتلاند على موقع عالم كرة القدم.نت (الإنجليزية)
- فريد بينتلاند على موقع أوليمبيديا (الإنجليزية)